# Северин, Анджей
Анджей Теодор Северин (пол. Andrzej Teodor Seweryn; род. 25 апреля 1946, Хайльбронн, Германия) — польский актёр и кинорежиссёр.

## Биография
Его родители Здзислав (пол. Zdzisław) и Зофья (пол. Zofia) в ходе Второй Мировой войны были захвачены в плен и отправлены в рабочий лагерь в Германии. После рождения Анджея они вернулись в Польшу.
Он окончил Театральную академию им. Александра Зелверовича, которая тогда называлась: Государственная высшая театральная школа в Варшаве и приступил к работе в театре «Атенеум», где он и продолжает играть с 1980.
Анджей Северин снялся в более чем пятидесяти фильмах, в основном польского, французского и немецкого производства. В США он наиболее известен по роли Юлиана Шернера в фильме «Список Шиндлера». Возможно, что эту роль он получил за своё внешнее сходство с реальным Шернером (на его военных фотографиях).
Он также сыграл роль Максимильена Робеспьера в фильме «Французская революция» (1989).
С 1993 он выступает в театре Комеди Франсез в Париже и преподаёт в Парижской консерватории и в Национальной французской академии драматических искусств (Conservatoire national supérieur d’art dramatique (CNSAD)).
Его дочь — актриса Мария Северин.

## Фильмография
- Трясина97 (телесериал, 2021) — Витольд Ваныч
- Король (телесериал, 2020) — прокурор Ежи Зембиньски
- Трясина (телесериал, 2018) — Витольд Ваныч
- Одиннадцатое сентября 1683 года (2012) — Ян Анджей Морштын
- Ekipa (2007) (телесериал) — президент Польши Юлиуш Щенсный
- Kto nigdy nie żył... (2005) — ординатор
- Zielone wybrzeże (2005)
- Точная копия (2004) — профессор Кардоза
- Par amour (телесериал) (2003/I) (ТВ) — Франсуа
- Zemsta (2002) — регент Мильчек
- Prymas - trzy lata z tysiąca (2000) — кардинал Вышинский
- Пан Тадеуш (1999) — Соплица-старший
- Огнём и мечом (фильм) (1999) — Иеремия Вишневецкий (князь Ярёма)
- Билборд / Billboard (1998) — управляющий агентством
- История преступления / Généalogies d’un crime (1997) — Кристиан
- Война Люси (1997) — лейтенант Шлондорф
- Полное затмение (1995) — Маут де Флёрвиль
- Le Fils du cordonnier (1994) (минителесериал) — Целестин
- Поездка на восток / Podróż na wschód (1994) — Якуб
- Список Шиндлера (1993) — Юлиан Шернер
- Amok (1993) — Штейнер
- L'Échange (1992)
- Индокитай (1992) — Хебрард
- La Condanna (1991) — прокурор Джиованни
- Napoléon et l'Europe (1991) (минителесериал)
- La Bonne âme du Setchouan (1990) (TV) — Ванг
- Французская революция (1989) — Максимильен Робеспьер
- The Mahabharata (1989) (минителесериал) — Юдхиштхира
- На серебряной планете (1987) — Марек
- La Coda del diavolo (1986) — The pedlar
- La Femme de ma vie (1986) — Бернард
- Qui trop embrasse... (1986) — Марк
- Haute Mer (1984)
- Дантон (1983) — прокурор Франсуа Луи Бурдон
- Najdłuższa wojna nowoczesnej Europy (1982) (телесериал) — Ипполит Цегельский
- Peer Gynt (1981) (TV) — Le cuisinier/Le propriétaire d’Haegstad/Le père de la mariée
- Человек из железа (1981) — Капитан Вирский
- Dziecinne pytania (1981) — Богдан
- Дирижёр (1979) — Адам Петрик
- Голем (1979)
- Кунг-Фу (1979) — Марек Каминский
- Дьявол / Bestia (1979) — священник
- Роман и Магда (1979) — Роман
- Без наркоза (1978) — Яцек Ростишевский
- Granica (1978) — Зенон Зембиевич
- Rodzina Połanieckich (1978) (телесериал) — Букацкий
- Długa noc poślubna (1977) (TV)
- Человек из мрамора (1977) (голос за кадром)
- Польские пути (1977) (телесериал) — штурмбаннфюрер Клифхорн
- Отель «Пацифик» (1975) — Хенэк (голос)
- Opadły liście z drzew (1975) — Смакли
- Ночи и дни (1975) — Ансельм Острженский
- Земля обетованная (1975) — Макс Баум
- Obrazki z życia (1975) — Писатель
- 1975 — Опали листья с деревьев / Opadły liście z drzew — «Худой», партизан
- Przejście podziemne (1974) (TV)
- Польский альбом (1970) — Томек
- Beata (1965) — Ученик

## Режиссёрские работы
- 2005: Kto nigdy nie żył…
- 2004: Antygona
- 2009: Dowód

## Награды
- 1980 — Серебряный медведь за лучшую мужскую роль в фильме Dyrygencie на Международном фестивале фильмов в Берлине
- 1994 — главная актёрская награда за роль в фильме Amok на Международном фестивале фильмов в Каире
- 1996 — награда имени S. Witkacego
- 2000 — награда польского телевидения за роль в фильме Prymas. Trzy lata z tysiąca на XXV Фестивале польских художественных фильмов в Гданьске
- 2001 — награда Золотая Каскаі за роль в фильме Prymas. Trzy lata z tysiąca
- 2006 — Орден Почётного легиона (Франция)
- 2009 — Отказался от премии имени Збигнева Цибульского, присуждённой ему польской Fundacja Kino: «Как бы я мог принять премию, которая определённо говорит о преследовании меня как деятеля искусства по политическим мотивам, если со служебным паспортом PAGART я посещал с театрами или киногруппами Францию, Италию, Германию, Монголию, СССР, Венгрию, Румынию, Болгарию, Чехословакию, Норвегию и Швецию?» — прокомментировал свой отказ Северин.